# Lophochorista ockendeni
Lophochorista ockendeni là một loài bướm đêm trong họ Geometridae.